# Enomao di Gadara
Enomao (in greco antico: Οἰνόμαος?, Oinómaos, in latino Oenomaus Gadarensis; Gadara, anni 70 d.C.? – II secolo) è stato un filosofo greco antico appartenente alla scuola cinica.

## Biografia
Si conosce pochissimo della vita di Enomao. Secondo il Chronicon di San Girolamo, Enomao è classificato assieme a Plutarco, Sesto di Cheronea ed Agatobulo fra i filosofi principali che fiorirono nel terzo anno del regno di Adriano (119 d.C.). 
Per il resto, sappiamo che nacque a Gadara, che fin dai due secoli precedenti si era connotata come un centro di cultura, ospitando epicurei come Filodemo e cinici come Menippo o Meleagro di Gadara, a cui Enomao si ispira.

## Opere
Di lui ci sono pervenuti due lunghi frammenti, conservati da Eusebio, dell'opera Smascheramento dei ciarlatani (in lingua greca: Κατα τω̂ν χρηστηρίων, o Γοήτων Φωρά, in lingua latina: Detectio Praestigiatorum), una satira molto violenta contro gli oracoli. L'attacco contro la superstizione legata ai responsi oracolari, portato avanti con dovizia di particolari e un'argomentazione per assurdo, si basava sul concetto di libero arbitrio, che dagli oracoli verrebbe negato. 
L'imperatore Flavio Claudio Giuliano lo accusò, proprio per questo, di empietà, altresì citando il fatto che, alla maniera del fondatore cinico, Diogene, avesse scritto tragedie.
Secondo Suda, altre opere di Enomao di Gadara, di cui non resta nulla, erano un Περί Κράτητος, Διογένους και άλλων κυνικών (Sulla dottrina cinica), forse una storia di tipo dossografico e un trattato Περί της Ομήρου φιλοσοφίας (Sulla filosofia di Omero), che riprendeva l'interesse, tipico dei cinici fin da Antistene, per l'interpretazione allegorico-morale dei poemi omerici.